# تواجد
التواجد استدعاء الوجد تكلفا بضرب اختيار، وليس لصاحبه كمال الوجد، لأن باب التفاعل أكثره لإظهار صفة ليست موجودة، كالتغافل والتجاهل.
وقد أنكره قوم لما فيه من التكلف والتصنع، وأجازه قوم لمن يقصد به تحصيل الوجد، والأصل فيه قوله: «إن لم تبكوا فتباكوا»، أراد به التباكي ممن هو مستعد للبكاء، لا تباكي الغافل اللاهي.
ويستعمله بعض المعاصرين بمعنى «الوجود (بكثرة)»؛ ولعله من الفرنسية سو تروفي [se trouver] وربما من الألمانية متزين [Mitsein] أي «الوجود مع».